# Johnson Koli
Pour les articles homonymes, voir Koli.
Johnson Koli, né le 13 novembre 1953, est un homme politique salomonais.

## Biographie
Scolarisé dans des écoles salomonaises de l'ère coloniale britannique, il devient directeur d'un centre de formation rural à Guadalcanal, puis d'un centre de formation professionnelle pour personnes handicapées dans un village de l'île Santa Isabel. Durant la période d'autonomie politique de la colonie, il travaille à partir de 1974 comme conseiller au ministère du Commerce et de l'Emploi ; il conserve ce poste après l'indépendance du pays en 1978, et jusqu'en 1984. À partir de 1985 il est employé comme coordinateur de projet par la branche salomonaise de l'organisation humanitaire World Vision International.
Il entre au Parlement national comme député de la circonscription de Guadalcanal-est aux élections législatives de 1997. Il est nommé ministre de la Culture et du Tourisme par le Premier ministre Manasseh Sogavare en juin 2000, jusqu'à la défaite du gouvernement Sogavare aux élections de 2001. Conservant son siège de député, Johnson Koli est fait ministre de la Santé par le Premier ministre Allan Kemakeza en novembre 2005 ; il succède à Benjamin Una, qui a démissionné après avoir été accusé de détournement de fonds publics,.
Réélu aux élections législatives de 2006, Johnson Koli est nommé ministre du Commerce, des Industries et de l'Emploi par le nouveau Premier ministre Snyder Rini en avril. Le gouvernement Rini est toutefois destitué par le Parlement en mai, à la suite d'émeutes l'accusant de proximité avec des commerces asiatiques et exigeant sa démission. Mi-novembre 2007, Johnson Koli révèle que le gouvernement Sogavare, qui a succédé au gouvernement Rini, vient de tenter d'acheter son soutien au Parlement ; qualifiant de « corruption » l'offre qu'il a reçue pour se joindre au gouvernement, il la refuse. Deux semaines plus tard, toutefois, il quitte les bancs de l'opposition et accepte le poste de ministre des Communications, de l'Aviation civile et des Services météorologiques que lui propose Manasseh Sogavare. Il ne demeure toutefois en poste que deux semaines, de fin novembre à la mi décembre, avant d'annoncer sa démission du gouvernement et de retourner sur les bancs de l'opposition. L'affaire prend alors une tournure étrange, le Premier ministre Sogavare accusant l'opposition d'avoir fait kidnapper Johnson Kilo alors qu'il assistait à des obsèques, et de l'avoir contraint à signer une lettre de démission, tandis que le chef de l'opposition, Fred Fono, accuse Sogavare d'avoir d'avoir au contraire contraint Johnson Kilo à devenir ministre contre son gré deux semaines plus tôt. Le 20 décembre, le gouvernement Sogavare perd sa majorité au Parlement et doit démissionner ; le 22 décembre, le nouveau Premier ministre Derek Sikua nomme Johnson Koli ministre de la Santé. À ce poste, il signe un accord avec le ministre de la Santé de Taïwan, Hou Sheng-mao (en), par lequel Taïwan ouvre aux Îles Salomon un centre de soins gratuits pour les Salomonais ; il accueille par ailleurs en personne les médecins envoyés par Cuba aux Îles Salomon dans le cadre de l'internationalisme médical cubain.
En mars 2009, Johnson Koli est agressé, frappé au visage, par un citoyen de sa circonscription devant les locaux du Parlement,. Lors d'un remaniement ministériel en mai 2009 il devient le ministre des Femmes, de la Jeunesse et des Enfants, succédant à Peter Tom et cédant le ministère de la Santé à Martin Magga. Il est battu dans sa circonscription aux élections de 2010.